# Гиблая
Гиблая — река в России, протекает в Осинском районе Пермского края. Устье реки находится в 442 км по левому берегу Воткинского водохранилища на Каме. Длина реки составляет 10 км.
Протекает на юго-западе края. Исток находится в 19 км к юго-востоку от села Частые. В верховьях генеральное направление течения — север, в среднем течении протекает деревню Сосновый Бор, после чего поворачивает на запад. Нижнее течение проходит по заболоченному лесу в долине Камы. Впадает в Воткинское водохранилище.

## Данные водного реестра
По данным государственного водного реестра России относится к Камскому бассейновому округу, водохозяйственный участок реки — Кама от Камского гидроузла до Воткинского гидроузла, речной подбассейн реки — бассейны притоков Камы до впадения Белой. Речной бассейн реки — Кама.
Код объекта в государственном водном реестре — 10010101012111100015209.